# بورغو سان دالماتسو
بورغو سان دالماتسو ((بالأكستانية: Lo Borg Sant Dalmatz)‏) هي بلدية (كوميون) في مقاطعة كونيا في منطقة بيمونت الإيطالية، وتقع قرابة 80 كيلومتر (50 ميل) جنوب تورينو وقرابة 8 كيلومتر (5 ميل) جنوب غرب كونيا.
أخذت البلدية اسمها من القديس دالماتيوس من بافيا. من معالمها كنيسة أبرشية سان دالموتسو (من القرن الحادي عشر).
تشترك بورغو سان دالماتسو بحدود مع البلديات التالية: بوفيس، كونيا، غايولا، مويولا، روكاسبارفيرا، روكافيوني، فالديري، فيجنولو.
أنشأ النظامان النازي والجمهورية الإيطالية معسكر اعتقال بورغو سان دالماتسو خلال الحرب العالمية الثانية. في بورغو، سُجن قرابة 375 يهوديًا إيطاليًا (من كونيا وسالوزو وموندوفي وبلديات أخرى مجاورة) و349 لاجئًا يهوديًا من دول أخرى وثمّ رُحّلوا في النهاية إلى أوشفيتز وغيرها من معسكرات النازية.

## المدن الشقيقة
تعتبر بورغو سان دالماتسو مدينة توأم مع:
- بريل سور رويا، فرنسا
- لا فيغا، جمهورية الدومانيكان
- فالديبلور، فرنسا

## روابط خارجية
- الموقع الرسمي